# Mihăești (Argeș)
Pour les articles homonymes, voir Mihăești.
Mihăești est une commune roumaine située dans le județ d'Argeș.